# Longyan
| Hakka-Siedlung             |                                              |
| Staat                      | Volksrepublik China                          |
| Verwaltungstyp:            | bezirksfreie Stadt                           |
| Koordinaten:               | 25° 5′ N, 117° 1′ O                          |
| Zeitzone:                  | China Standard Time (CST) UTC+8              |
| Fläche:                    | 19.028,3 km²                                 |
| Einwohner:                 | 2.723.627 (Stand: 1. Nov. 2020)              |
| Bevölkerungsdichte:        | 143,1 Einwohner/km²                          |
| Bruttoinlandsprodukt       | 55,6 Milliarden Renminbi (2007)              |
| BIP pro Kopf               | 20.182 Renminbi (2007)                       |
| Gliederung auf Kreisebene: | 1 Stadtbezirke, 1 kreisfreie Stadt, 5 Kreise |
| Offizielle Website:        | www.longyan.gov.cn                           |
|                            |                                              |

Longyan (chinesisch 龙岩市, Pinyin Lóngyán Shì – „Drachenfelsen-Stadt“) ist eine bezirksfreie Stadt der chinesischen Provinz Fujian.

## Geografische Lage
Longyan liegt im Landesinneren.

## Persönlichkeiten aus Longyan
- Aw Boon Haw (胡文虎) aus Yongding, Erfinder des Tigerbalsams
- Aw Boon Par (胡文豹) Bruder von Aw Boon Haw
- Chen Hong (陈宏) (* 1979), Nummer 1 der Badminton-Weltrangliste von 2002 bis 2003
- He Wenna (何雯娜) (* 1989), Trampolin-Olympiasiegerin 2008
- Lin Dan (林丹) (* 1983), Nummer 1 der Badminton-Weltrangliste von 2004 bis 2008
- Shi Zhiyong (石智勇) (* 1980), Olympiasieger in Gewichtheben 2004
- Yang Chengwu (杨成武) (1914–2004), Stratege der Volksbefreiungsarmee
- Zhang Yiming (張鳴) (* 1983), Unternehmer
- Zeng Jinyan (曾金燕) (* 1983), Menschenrechtsaktivistin
- Zhang Xiangxiang (张湘祥) (* 1983), Olympiasieger in Gewichtheben 2008
- Deng Zihui (邓子恢) (1896–1972), ehemaliger Vizepremier

## Administrative Gliederung
Auf Kreisebene setzt sich Longyan aus zwei Stadtbezirken, einer kreisfreien Stadt und vier Kreisen zusammen. Diese sind:
| Ort                        | Schriftzeichen | Fläche und Einwohnerzahl (Stand: 2020) | Hauptort                        |
| -------------------------- | -------------- | -------------------------------------- | ------------------------------- |
| Stadtbezirk Xinluo         | 新罗区         | 2.670 km², 841.745 Einwohner           | --                              |
| Stadtbezirk Yongding       | 永定区         | 2.225 km², 325.880 Einwohner           | Großgemeinde Fengcheng (凤城镇) |
| Kreis Changting            | 长汀县         | 3.104 km², 397.470 Einwohner           | Großgemeinde Tingzhou (汀州镇)  |
| Kreis Shanghang            | 上杭县         | 2.855 km², 376.392 Einwohner           | Großgemeinde Linjiang (临江镇)  |
| Kreis Wuping               | 武平县         | 2.637 km², 278.238 Einwohner           | Großgemeinde Pingchuan (平川镇) |
| Kreis Liancheng            | 连城县         | 2.582 km², 250.518 Einwohner           | Großgemeinde Lianfeng (莲峰镇)  |
| Kreisfreie Stadt Zhangping | 漳平市         | 2.956 km², 253.394 Einwohner           | --                              |

## Verkehr
Longyan ist Ausgangspunkt der Bahnstrecke Nanping–Longyan, einer Neubaustrecke, die am 29. Dezember 2018 eröffnet wurde.

## Städtepartnerschaft
- 2000 Wollongong, New South Wales,  Australien

## Wissenswert
Die Stadt 
- war die Namensgeberin für die Longan-Früchte.
- ist vor allem durch die Hakka-Festungshäuser im Kreis Yongding an der Grenze zur Provinz Guangdong bekannt.